# Patinatge artístic als Jocs Olímpics d'hivern de 1994
Als Jocs Olímpics d'Hivern de 1994 celebrats a la ciutat de Lillehammer (Noruega) es disputaren quatre proves de patinatge artístic sobre gel, una en categoria masculina, una altra en categoria femenina i dues en categoria mixta per parelles.
Les proves es disputaren entre els dies 13 i 25 de febrer de 1994 al Hamar Olympic Amphitheatre. Hi participaren un total de 129 patindors, entre ells 63 homes i 66 dones, de 28 comitès nacionals diferents.

## Resum de medalles

### Categoria masculina
| Prova              | Or             | Argent       | Bronze             |
| Individual Detalls | Alexei Urmanov | Elvis Stojko | Philippe Candeloro |

### Categoria femenina
| Prova              | Or           | Argent         | Bronze  |
| Individual Detalls | Oksana Baiul | Nancy Kerrigan | Chen Lu |

### Categoria mixta
| Prova            | Or                                         | Argent                                      | Bronze                                      |
| Parelles Detalls | Rússia Ekaterina Gordeeva · Sergei Grinkov | Rússia Natalia Mishkutenok · Artur Dmitriev | Canadà Isabelle Brasseur · Lloyd Eisler     |
| Dansa Detalls    | Rússia Oksana Grishuk · Evgeny Platov      | Rússia Maya Usova · Alexander Zhulin        | Regne Unit Jayne Torvill · Christopher Dean |

## Medaller
| Posició | País            | Or | Argent | Bronze | Total |
| 1       | Rússia          | 3  | 2      | 0      | 5     |
| 2       | Ucraïna         | 1  | 0      | 0      | 1     |
| 3       | Canadà          | 0  | 1      | 1      | 2     |
| 4       | Estats Units    | 0  | 1      | 0      | 1     |
| 5       | França          | 0  | 0      | 1      | 1     |
| 5       | Regne Unit      | 0  | 0      | 1      | 1     |
| 5       | R.P. de la Xina | 0  | 0      | 1      | 1     |
|         |                 |    |        |        |       |
| Total   | Total           | 4  | 4      | 4      | 12    |